# Zoramia leptacantha
Zoramia leptacantha – gatunek morskiej ryby z rodziny apogonowatych. Bywa hodowana w akwariach morskich.

## Występowanie
Morze Czerwone, Ocean Indyjski i zachodni Ocean Spokojny do Nowej Kaledonii. Zasiedlają rafy na głębokościach od 1 – 12 m.

## Charakterystyka
Dorastają do 6 cm długości.